# Шудумары
Шудумары — деревня в Кикнурском муниципальном округе Кировской области России.

## География
Деревня находится в юго-западной части Кировской области, в зоне хвойно-широколиственных лесов, на правом берегу реки Люи, на расстоянии приблизительно 11 километров к юго-востоку от посёлка городского типа Кикнур, административного центра района. Абсолютная высота — 100 метров над уровнем моря.
Климат
Климат характеризуется как умеренно континентальный, с умеренно холодной снежной зимой и тёплым летом. Среднегодовая температура — 1,2 °C. Абсолютный минимум температуры воздуха самого холодного месяца (января) составляет −45 °C; абсолютный максимум самого тёплого месяца (июля) — 37 °C. Безморозный период длится в среднем 115 дней. Годовое количество атмосферных осадков — 495 мм, из которых две трети выпадает в тёплый период. Снежный покров держится 150—160 дней.

## Население
| 2010 |
| ---- |
| 8    |

Половой состав
По данным Всероссийской переписи населения 2010 года в гендерной структуре населения мужчины составляли 37,5 %, женщины — соответственно 62,5 %.
Национальный состав
Согласно результатам переписи 2002 года, в национальной структуре населения марийцы составляли 56 % из 16 чел., русские — 44 %.

## Известные люди
Малков Аркадий Кузьмич (1920—1993) —  советский партийный и общественный деятель. Секретарь парткома треста «Маригражданстрой» (1970-е). Заслуженный работник культуры Марийской АССР (1973). Участник Великой Отечественной войны и советско-японской войны, дважды кавалер ордена Отечественной войны. Член ВКП(б).